# Eye Contact
Eye Contact – piąty album studyjny amerykańskiej grupy Gang Gang Dance, wydany 10 maja 2011 roku przez wytwórnię 4AD.
Album zyskał pozytywne oceny krytyków muzycznych. Serwis Porcys nazwał go 2., a Screenagers – 3. najlepszą płytą 2011 roku.

## Lista utworów
1. Glass Jar – 11:22
2. 8 – 1:03
3. Adult Goth – 6:16
4. Chinese High – 5:13
5. MindKilla – 5:17
6. 8 8 – 1:34
7. Romance Layers – 4:25
8. Sacer – 5:40
9. 8 8 8 – 1:25
10. Thru and Thru – 5:40